# Pasaporte británico

Pasaporte británico desde marzo de 2020.

El pasaporte británico (en inglés: British passport) es un documento de identidad que es concedido a personas que poseen una de las diversas formas de nacionalidad británica y se utiliza como prueba de nacionalidad del titular. Tal documento es necesario para solicitar asistencia y protección de las embajadas británicas en el mundo.

## Características

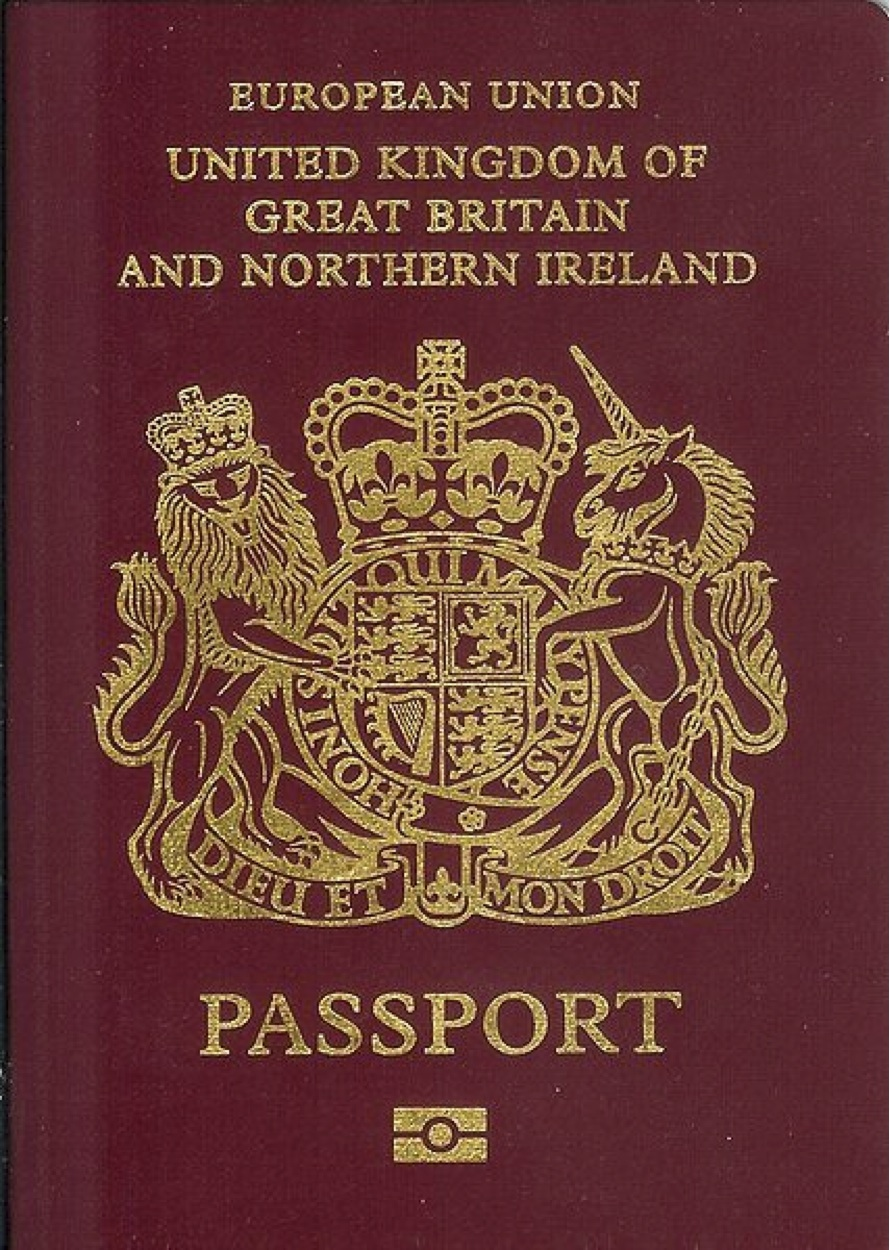
Pasaporte británico hasta marzo de 2019.

El  pasaporte británico respeta las características de los pasaportes de la Unión Europea.
La portada es de color rojo borgoña con el Escudo del Reino Unido al centro.
Las palabras "UNITED KINGDOM OF GREAT BRITAIN AND NORTHERN IRELAND" están grabadas sobre el emblema mientras por debajo está la palabra "PASSPORT". En el pasaporte biométrico (e-passport) aparece también el símbolo correspondiente  bajo la palabra "PASSPORT".

Las palabras "EUROPEAN UNION" se presentan en la parte superior de los pasaportes británicos si se emite a ciudadanos británicos que son considerados "ciudadanos del Reino Unido de Gran Bretaña e Irlanda del Norte bajo el derecho de la Unión Europea"   siendo ausentes en los otros pasaportes británicos.

## Visado
En 2024, los británicos tenían acceso sin visa o con visa a la llegada a 172 estados y territorios, lo que sitúa al pasaporte británico en la cuarta posición.

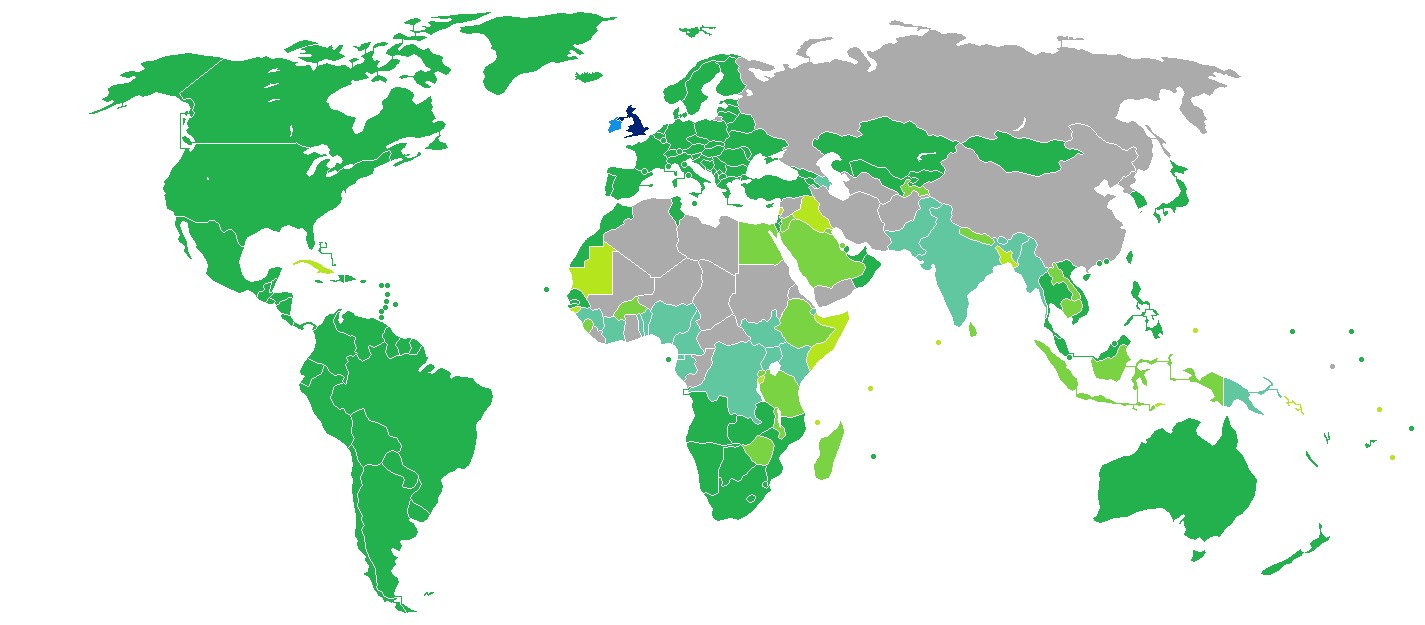
Reino Unido
No requiere visa
Visa a la llegada
eVisa
Visa disponible tanto a la llegada como en línea
Se requiere visa antes de la llegada